# تشو بيونغ كوان
تشو بيونغ كوان (بالإنجليزية: Cho Byung-kwan) (من مواليد 5 مايو 1981) هو مصارع حر من كوريا الجنوبية.
شارك في دورة الألعاب الآسيوية 2006 في الدوحة، قطر.شارك في المصارعة الحرة وزن 74 كجم للرجال في دورة الالعاب الاولمبية الصيفية 2008 في بكين-الصين وفي الدور ال 16 خرج من النهائي بعد خسارته أمام بوفيزار سايتيف، لكنه تمكن من الوصول إلى الدور الثاني حيث تغلب هناك على أحمد جولهان، لكنه خسر بعد ذلك أمام إيفان فوندورا وتم إقصاؤه.

## روابط خارجية
- تشو بيونغ كوان على موقع قاعدة بيانات المصارعة الدولية (الإنجليزية)
- تشو بيونغ كوان على موقع اللجنة الأولمبية الدولية (الإنجليزية)
- تشو بيونغ كوان على موقع أوليمبيديا (الإنجليزية)